# 萨岁
萨岁（侗语：sax sis）是侗族传统信仰中至高无上的女祖。据说她能驱邪除恶，保境安民。侗族人认为，若没有把“萨”祭祀好，寨上会发生天灾人祸，人畜无法平安。因此传统侗寨中都有专门祭祀萨岁的祭坛，祭祀活动十分庄重。

## 传说
“萨岁”生前名叫杏妮，其父吴睹囊，母亲仰香。夫妇俩在六甲落难后逃到今黎平水口境内的螺蛳寨居住时生下杏妮，杏妮天资聪颖，长到l5岁，就能歌习武，纺织、耕种、打猎。一家三口与寨上的乡亲和睦相处，生活过得安宁、和睦，生活也一天天地富裕起来。此时，一个六甲财主李昌盛听到螺铆寨变富的消息后，就派兵丁抢劫螺蛳寨。睹囊与李昌盛的家丁奋力抗争，结果仰香被打死。
由于杏妮父女俩还没有被除掉，两年后，李昌盛又准备勾结官府对螺蛳寨进行抢劫。杏妮父女俩听说此事，决定先发制人，在李昌盛尚未行动前，连夜袭击李昌盛的住宅。最后将李昌盛杀死，将李昌盛的家产和被霸占的田地分给了众乡亲。李昌盛有个在外做官的儿子李顶郎，他听说其父被杏妮父女所杀，决意除掉杏妮父女，为父亲报仇。李顶郎向皇帝上奏说侗民已经造反到县郡，很快乱到朝廷……皇上下旨李顶郎下来与各郡县议和。但李顶郎不听皇上的指令，带领官军围剿侗寨。
杏妮父女通知了侗寨，与官军进行交战，睹囊在战斗中身亡。杏妮突围出去，继续带领侗民与官军作战，边打边退，经过七天七夜的激战，最后退到当概山上的森林里。官军也紧追上来，此时，杏妮为掩护群众，独自一人跑上目标明显的奶业山，李顶郎也爬上了奶业山顶与杏妮交手，数回合后，双双坠崖。这时，隐蔽在林中的侗民们听到悬崖传来一声巨口向，都急忙地呼喊：“杏妮，你在哪里……”此时听到林区到处都传来“杏妮来了，杏妮来了”的回应声，却不见杏妮。乡亲们就到奶业山去看，只见奶业山下面的一个深潭里有两具尸体。李顶郎的尸体浮在水面，而杏妮的尸体却直立在潭中央。乡亲们认为这是杏妮在显灵。从此，她被乡亲们供奉为侗寨的保护神，名为“萨岁”。

## 祭祀场所
祭“萨”（sax）神有专用的场所，在六洞地区，每个侗寨中间的鼓楼附近，建有一幢不盖项的小院，即为萨神祠，侗语叫“堂萨”或“萨并”。小院里的正中墙面用石灰刷白，并安有宝剑，宝剑两边各有一只神鸟，墙下两边角落各蹲放一只神兽，此院有门无窗，摆布十分庄严。词内还分外室内室，内室还有神雕一尊。褐院门外两侧写有一副对联。词门前面有拜台，香蛊置于拜台上，拜台前是一片草坪。草坪正中摆放一张中间订孔的石圆桌。桌下放有三脚架，铁锅、火钳，这是为“萨”备的炊具；还有银帽、银鞋、雨伞，这是为“萨”备的行李。此外，还有用梳木制的尺子及纺织等用具，气氛神秘。草坪两旁栽有一簇簇茂盛的万年青。其叶子用来发给祭拜者作为吉祥物，饲外还设有水池，供“萨”洗理之用。

## 祭祀过程
祭“萨”活动内容各地不尽相同。在贯洞、龙图地区，每年大年初一，由看管“萨”词的寨老将词门打开。然后，由全寨的男女老少(孕妇除外)排成长队站在祠院门前，由管“萨”的寨老进祠内上香敬茶，祈祷“萨”神保佑新春福至、六畜兴旺、五谷丰登、人康财发……完毕，管“萨”赐人摘取万年青枝叶发给门前所有的人，大家将拿到手的万年青叶，视为是“萨”给的吉祥物，将它插在头上或衣袋里，然后大家同饮祭茶，喜迎新春。接着，吹奏芦笙三曲、鸣放铁炮三响。几十枝火枪连续朝天鸣放，鞭炮齐鸣。这时，排列队伍的人群即轰轰烈烈地出发，到寨前与其他村寨祭“萨”的游行队伍会合。然后由各队的领头人(红布包头的罗汉)下稻田取禾草蔸挂在枪杆上，祭“萨”队伍就洁浩荡荡往回走，边走边鸣枪放炮，烟花缭绕，场面威武、热烈，十分壮观。队伍转回鼓楼坪后，向“萨”告功，将禾草蔸挂在神祠门前，活动结束。